# Austrolimnophila megapophysis
Austrolimnophila megapophysis är en tvåvingeart som beskrevs av Alexander 1979. Austrolimnophila megapophysis ingår i släktet Austrolimnophila och familjen småharkrankar.
Artens utbredningsområde är Komorerna. Inga underarter finns listade i Catalogue of Life.